# Ça va bouillir
Ça va bouillir ! est le nom d'un feuilleton radiophonique de Radio Luxembourg (qui sera plus tard renommée RTL), animé vers 12 h 50 par le fantaisiste Zappy Max dans les années 1950. Cette émission était financée par le lessivier Sunil et son originalité était la façon loufoque dont la publicité était incorporée dans le feuilleton même, dans lequel il affrontait l'abominable et asthmatique Kurt von Straffenberg alias le Tonneau, interprété par Gérard Sire, ami de Jean Yanne.
Le héros trouvait, par exemple, un mouchoir - indice capital - et disait en le ramassant : "Tiens ? Un mouchoir ! Hmm ! Et il a été lavé avec Sunil ! Quelle merveilleuse fraîcheur !". Ce style était manifestement inspiré du film Nous irons à Paris (1950), où un jeune animateur de radio s'essaie à des procédés publicitaires tous plus anticonformistes les uns que les autres.
À partir de son premier numéro (29 octobre 1959), incité par le succès de la série, l'hebdomadaire Pilote publie ce feuilleton (débarrassé toutefois de sa publicité) dans ses pages, sur un texte de Saint-Julien et des dessins de Maurice Tillieux qui reprit, par jeu, le dessin de quelques personnages de sa série Gil Jourdan publiée dans Le Journal de Spirou.
Une suite lui a été donnée : C'est parti mon Zappy.
Aujourd'hui (2005), l'expression « Ça va bouillir ! » est passée dans le langage courant (et s'est juxtaposée au plus classique « ça va chauffer »), comme peut le confirmer à tout moment une interrogation Google. Cependant, peu des personnes qui l'utilisent se souviennent de son origine ; l'expression n'existait tout simplement pas avant la création de ce feuilleton.
Quant à Zappy Max, il se lance quelque temps dans la promotion d'une idée d'un impôt unique qui ne serait établi que sur l'énergie, suggéré par Eugène Schueller qui lui-même en attribuait l'idée à Adolphe Thiers (qui proposait pour sa part un impôt sur la rente foncière, l'énergie se substituant selon Schueller à celle-ci). La TIPP et la TVA furent des retombées partielles de ces idées[réf. nécessaire]. En 2004, un livre paraît aux Presses du Midi relatant les aventures de Zappy Max.
En 2010, un album de bandes dessinées par Maurice Tillieux de l'aventure Ça va bouillir ! parue dans le journal Pilote, est publié par les éditions de l'Élan.  Cet album contient, en supplément, un dossier écrit par Zappy Max lui-même et un historique de cette parution dans Pilote en 1959, agrémenté de nombreux documents et photos inédits.